# 岡山化工
 岡山化工 株式会社 （おかやまかこう、英文社名：Okayama Kako Co.,Ltd.）は、岡山県加賀郡吉備中央町に本社を置く、塗料の製造を行う大日本塗料の関連会社である。

## 概要
事業の約70%は、塗料の製造、約23%は、調色加工である。

## 関連会社
- 大日本塗料
- DNT山陽ケミカル